# Artur Balsam
Artur Balsam (ur. 8 lutego 1906 w Warszawie, zm. 1 września 1994 w Nowym Jorku) – amerykański pianista pochodzenia polskiego.

## Życiorys
Gry na fortepianie uczył się u Wacława Lewandowskiego w Łodzi, w mieście tym zadebiutował jako pianista w wieku 12 lat. Kształcił się też w Hochschule für Musik w Berlinie. W 1930 roku zdobył I nagrodę w międzynarodowym konkursie muzycznym w Berlinie, a w 1931 roku nagrodę im. Felixa Mendelssohna. W 1932 roku wraz z Yehudim Menuhinem koncertował w Stanach Zjednoczonych. W 1933 roku w związku ze wzrostem nastrojów antysemickich w Europie emigrował do USA. W latach 50. odniósł międzynarodową sławę jako pianista, koncertując głównie w Stanach Zjednoczonych i Wielkiej Brytanii, w 1962 roku wystąpił gościnnie w Polsce. Wykładał w Eastman School of Music w Rochester, na Uniwersytecie Bostońskim i w Manhattan School of Music w Nowym Jorku. 
W jego repertuarze znajdowały się utwory Haydna, Mozarta, Clementiego, Hummla, Mendelssohna, Chopina i Liszta. Jako kameralista występował z takimi artystami jak Yehudi Menuhin, Zino Francescatti, Nathan Milstein, Erica Morini, Dawid Ojstrach i Mstisław Rostropowicz. Grał w trio z Williamem Krollem i Benarem Heifetzem.